# Tate (musées)
Pour les articles homonymes, voir Tate.

Logo de Tate

Tate est un non-departmental public body britannique qui regroupe plusieurs musées :
- Tate Britain (art britannique), fondé en 1897 (appelé jusqu'en 2000 Tate Galerie) ;
- Tate Modern (art moderne et contemporain international), fondé en 2000 ;
- Tate Liverpool (art moderne et contemporain international et britannique), fondé en 1988 ;
- Tate St Ives (art moderne britannique), fondé en 1983.

## Musées

### Tate Britain

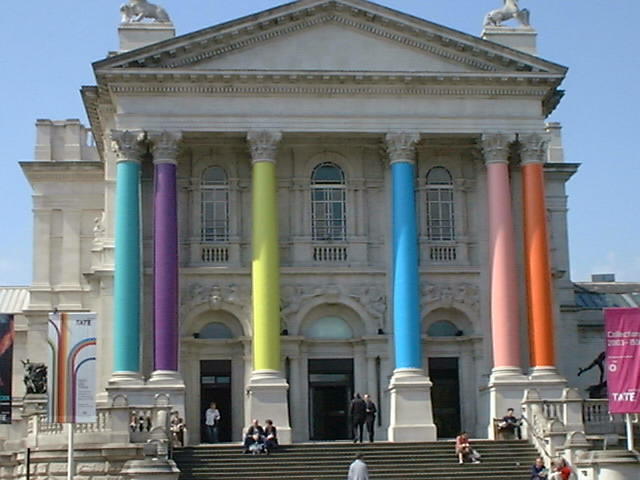
Tate Britain

Sir Henry Tate, ayant fait sa fortune de la manufacture de sucre, voulait fonder un musée ouvert au public afin d'exposer des tableaux et des sculptures d'artistes britanniques contemporains que la National Gallery n'acceptait pas. Collectionneur d'art moderne, il offrit sa collection à la nation et 80 000 livres pour la construction d'un bâtiment dont le terrain serait offert par le gouvernement. Le bâtiment fut construit à Millbank sur l'emplacement d'une ancienne prison.
Plus tard, la Tate Gallery fut agrandie afin de recevoir la collection nationale d'art moderne international. Pendant des décennies, la Tate exposait à la fois l'ancien et le contemporain sans avoir assez de salles pour pouvoir présenter tous ses tableaux les plus célèbres. Enfin, on a décidé de séparer les deux moitiés et transférer la collection moderne dans un autre bâtiment. La Tate Gallery à Millbank, rebaptisée Tate Britain, se dévoue désormais à l'art du Royaume-Uni. Toutefois, la Tate Britain accueille l'exposition du prix Turner.

### Tate Modern

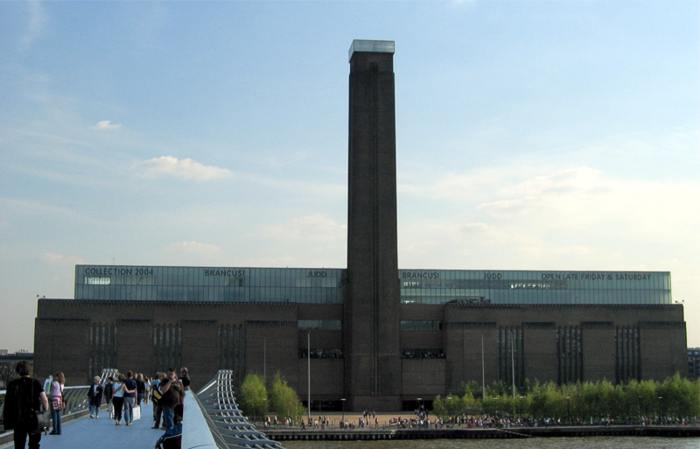
Tate Modern et Millennium Bridge

Construite dans une centrale électrique désaffectée dessinée par Giles Gilbert Scott. L'ancienne salle des machines a été reconvertie en un immense hall qui est déroutant de grandeur servant exceptionnellement à quelques expositions.

### Tate Liverpool

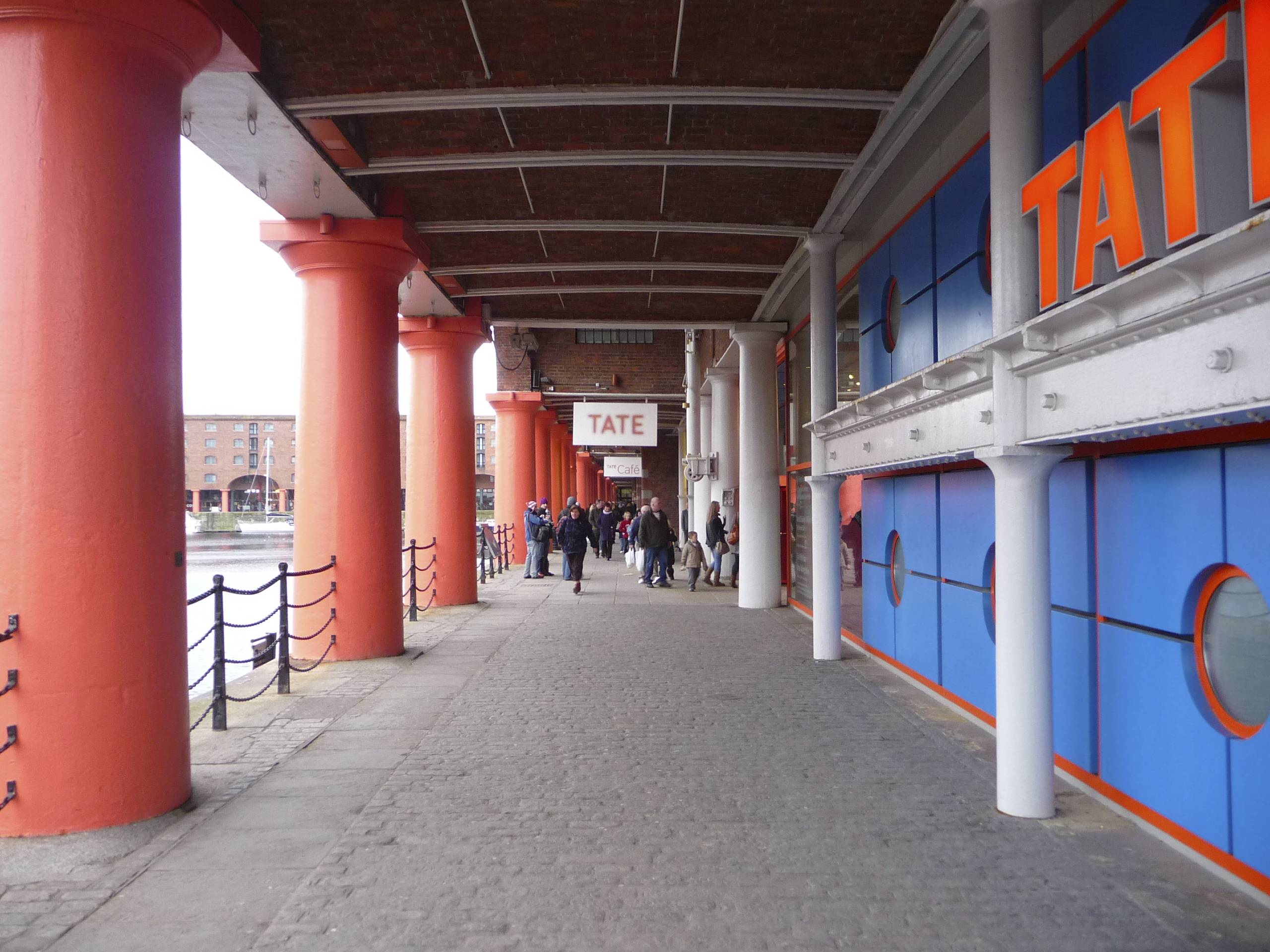
Tate Liverpool

La Tate Liverpool est fondée à Liverpool en 1988 ;

### Tate St Ives

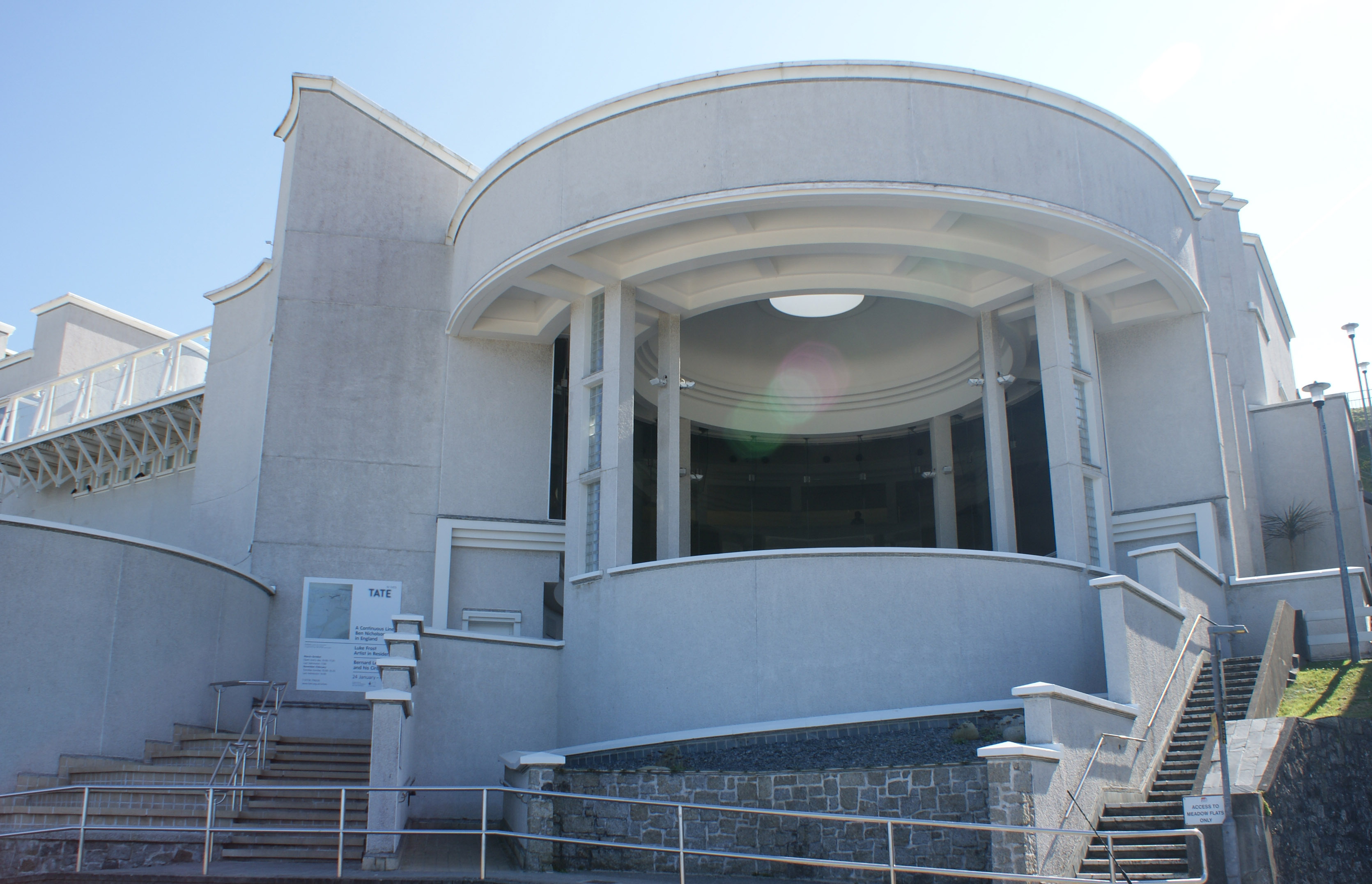
Tate St Ives

La Tate St Ives (collection de l'école de St. Ives) est fondée à St. Ives, Cornouailles en 1993. Les artistes exposés sont : Marianne Stokes, John Reinhard Weguelin (en) (1849-1927), James Abbott McNeill Whistler, Naum Gabo, Barbara Hepworth, Patrick Heron, Frances Hodgkins (1869-1947), Bernard Leach, Hayley Lever (en) (1876-1958), Ben Nicholson, Winifred Nicholson (en) (1893-1981), Alfred Wallis.